# Markus Miller
Markus Miller (Lindenberg im Allgäu, 8 aprile 1982) è un allenatore di calcio ed ex calciatore tedesco, di ruolo portiere. In carriera ha militato nel campionato di calcio tedesco per lo Stoccarda II, l'Augusta, il Karlsruhe e l'Hannover.

## Carriera
Miller è cresciuto nelle giovanili del FC Lindenberg dove ha iniziato a giocare a livello amatoriale. Successivamente si è trasferito al Wangen FC, un altro club dilettantistico regionale.
Nel 2000 approda in Bundesliga allo Stoccarda, senza però mai esordire nella massima serie tedesca. Generalmente gioca per la "squadra riserve" lo Stoccarda II, militante nella Regionalliga Süd dove colleziona 44 presenze in due stagioni.
Nella 2002 viene acquistato dall'Augusta dove ottiene 18 presenze di nuovo nella Regionalliga Süd.
Nell'estate 2003 l'Augusta lo cede al Karlsruher SC in Zweite Liga (Seconda Lega). Con i biancoblu disputa una prima stagione come riserva e non riesce a esordire in campionato.
Il debutto da professionista arriva il 7 agosto 2004 nella gara casalinga disputata al Wildparkstadion contro Wacker Burghausen e terminata 1-1 e da allora ha guadagnato il ruolo di titolare disputando tutte e 34 le partite della stagione.
Il 21 settembre 2004 dopo aver parato tre rigori nella partita di Coppa di Germania giocata contro il Mainz è stato soprannominato Killer Miller.
Il 9 ottobre 2006, ha rinnovato il suo contratto con al Karlsruher sino al 30 giugno 2009.
Nella stagione 2006-2007 ha continuato ad essere portiere titolare saltando solo 4 partite e al termine della stagione, con la sua squadra, ha guadagnato la promozione nella massima serie tedesca.
Il 6 novembre 2006, Miller è stato votato miglior portiere della Bundesliga da parte degli utenti del sito web ufficiale della Bundesliga.
Il 24 ottobre 2008, Miller ha prorogato il suo contratto con Karlsruher per un altro anno fino al 30 giugno 2010, in seguito si è trasferito all'Hannover 96.
Il 6 settembre 2011 viene ricoverato in ospedale causa depressione.